# Кирена (мифология)
Кире́на (др.-греч. Κυρήνη) — персонаж древнегреческой мифологии. Дочь Гипсея, внучка или дочь Пенея, мать Аристея. Жила во Фтии (Фессалия), возле реки Пеней.
Аполлон полюбил её, когда она росла у Пелиона, и унес в Ливию, где позднее основал город, названный по её имени Киреной (или похитил, когда она охотилась у горы Пелион). По Ферекиду и Ариету, он увез её с Пелиона на золотой колеснице, запряженной лебедями. При бракосочетании с Киреной стал волком.
В Ливии она убила льва, губившего быков местного царя Еврипила. Лучница, у Нонна постоянно именуется «убийцей львов». Один из её псов, подаренный Артемидой, победил в играх по Пелию. Родила от Аполлона Номия, Аристея, Аутуха и Агрея.
В скульптурной группе в Дельфах изображена возницей на колеснице Батта, первого киренского царя.
В честь Кирены назван астероид (133) Кирена, открытый в 1873 году.